# Воздвиженский сельсовет (Алтайский край)
Воздвиженский сельсовет — муниципальное образование со статусом сельского поселения и административно-территориальное образование в Кулундинском районе Алтайского края России. Административный центр — село Воздвиженка.

## Демография
По результатам Всероссийской переписи населения 2010 года, численность населения муниципального образования составила 505 человек, в том числе 242 мужчины и 263 женщины. Оценка Росстата на 1 января 2012 года — 477 человек.

## Населённые пункты
В состав сельского поселения входит 2 населённых пункта:
- село Воздвиженка,
- посёлок Городецкий.